# Дальнее Сорко
Дальнее Сорко, Сарьково или Царьково — озеро, образовавшееся в результате затопления выработанного во время Великой Отечественной войны торфяника. Находится на территории сельского поселения Верхнеелюзанский сельсовет в южной части Городищенского района Пензенской области. Водный памятник природы регионального значения, охраняется государством с 1975 года. Относится к бассейну реки Колдаис (левый приток Суры).
Озеро располагается на высоте 254 м над уровнем моря, в 3 км юго-восточнее села Верхняя Елюзань. Площадь — 50,5 га. К настоящему времени почти полностью заросло: около 70 % поверхности занимают заросли тростника обыкновенного и ещё около 20 % — рогоза широколистного.